# Неоказі
Неоказі (мак. Неокази) — село в громаді Пробіштіп, в районі Злетово-Пробіштип, на околиці міста Пробіштіп.

## Географія
Неоказі знаходиться на південний схід від Пробіштіпа, на відстані 4 км від міста, на правій стороні Злетовської Реки. Село рівнинне, простягається на висоті 450 м над рівнем моря. Атар села не великий і займає площу 5,8 км2.

## Історія
У XIX столітті Неоказі знаходився в Штипській казазі, в Османській імперії.
Під час Першої балканської війни з села було двоє добровольців, які входили до складу македонсько-одринських добровольчих рот.

## Економіка
В атарі села знаходяться сільськогосподарські угіддя на площі 546 га, з них 306 га рілля, 234 га пасовища та 6 га лісу.

## Населення
| Нація     | 1900 | 2002 | 2021 |
| --------- | ---- | ---- | ---- |
| македонці | 100% | 100% | 91%  |
| серби     |      |      | 1,8% |
| невідомо  |      |      | 7,2% |

## Самоврядування і політика
Село є частиною общини Пробіштіп, який був змінений новим територіальним поділом Македонії в 2004 році, коли колишні общини Пробіштіп і Злетово були об'єднані. У період з 1996 по 2004 рік село входило до складу колишньої общини Пробіштіп.
У період з 1965 по 1996 рік село входило до складу великої общини Пробіштіп. У період з 1955 по 1965 рік село входило до складу колишньої общини Пробіштіп.
У період 1952-1955 рр. село входило до складу тодішнього муніципалітету Пробіштип, в якому, крім села Неоказі, були також села Горні Стубул, Грізілевці, Добрево, Дольні Стубул, Дренак, Калніште, Кундіно, Маріжино, Петрушино, Плешенці, Пробіштіп і Стрмош. У період 1950-1952 рр. село було частиною колишньої общини Пробіштіп, до якого входили села Грізілевці, Калніште, Кундіно, Неоказі та місто Пробіштіп.
1. ↑  Васил К’нчов. „Македонија. Етнографија и статистика“. Софија, 1900, стр. 222.
2. ↑  D.M.Brancoff. "La Macédoine et sa Population Chrétienne". Paris, 1905, р. 130-131.